# MUH (Zeitschrift)
Die Zeitschrift MUH ist ein Kulturmagazin für bayerische Aspekte, das vierteljährlich bundesweit erscheint.

## Geschichte
Die MUH wurde gegründet von Nicole Kling, Stefan Dettl und Josef Winkler und erschien zum ersten Mal im Frühjahr 2011.
Aufgrund finanzieller Schwierigkeiten wurde im Juli und August 2021 eine Crowdfunding-Kampagne durchgeführt, die u. a. von Luise Kinseher und Hannes Ringlstetter unterstützt wurde und über 50.000 Euro einbrachte. Stand Juli 2024 hat die MUH 5.000 Abonnenten.

## Inhalt
Themen sind Kultur, Musik, Sprache, Menschen, Natur, Geschichte, Gesellschaft und Politik.

## Auszeichnungen
- Kress Awards 2011: Kategorie Bestes Heft-/Blattkonzept – Gewinner[4]

- Lead Awards 2012: Kategorie Newcomermagazin des Jahres – Silber[5]

- Bayerischer Printmedienpreis 2012: Kategorie Herausragende Leistungen junger Unternehmen[6]